# آبشار ورنال
آبشار ورنال (به انگلیسی: Vernal Fall) آبشاری است که در کشور ایالات متحده آمریکا واقع شده‌است و بلندترین ریزشگاه آن ۹۷ متر ارتفاع دارد. حوضهٔ آبریز این آبشار، رود مرسد است.